# Ma Cunjun
Ma Cunjun (chiń. upr. 马存军; pinyin Mǎ Cúnjūn; ur. 26 maja 1986) – chiński zapaśnik walczący w stylu wolnym. Zajął 28 miejsce na mistrzostwach świata w 2013. Brązowy medalista mistrzostw Azji w 2016 roku.